# Odo obscurus
Espèce
Odo obscurus est une espèce d'araignées aranéomorphes de la famille des Xenoctenidae.

## Distribution
Cette espèce est endémique du Brésil.

## Publication originale
- Mello-Leitão, 1936 : Contribution à l'étude des Ctenides du Brésil. Festschrift Embrik Strand, vol. 1, p. 1-31.